# 케런 크레이그
케런 크레이그(Keren Craig, 1976년 2월 27일 ~ )는 잉글랜드의 패션 디자이너, 모델이다. 조지나 채프먼과 패션 라벨 마르케사(Marchesa)를 공동 창립했다.